# Intellectualisme
Intellectualisme is een filosofische stroming en denkrichting die de nadruk legt op het intellect en de rede als de primaire bron van kennis en waarheid. Deze benadering benadrukt de rol van het rationele denken en de analytische capaciteiten van de menselijke geest bij het begrijpen van de werkelijkheid en het oplossen van problemen. Intellectualisme wordt vaak geassocieerd met het rationalisme, hoewel de termen niet volledig synoniem zijn.

## Geschiedenis
De wortels van het intellectualisme gaan terug tot de klassieke oudheid, met filosofen zoals Plato en Aristoteles die al sterk de nadruk legden op de rol van de rede. In de middeleeuwen werd het concept verder ontwikkeld door scholastische denkers zoals Thomas van Aquino, die probeerden om geloof en rede te verenigen.
In de moderne filosofie kreeg het intellectualisme een nieuwe impuls door het werk van Descartes, Spinoza en Leibniz, die allen het idee verdedigden dat ware kennis voortkomt uit rationele deductie en analytische processen. Descartes' beroemde uitspraak "Cogito, ergo sum" ("Ik denk, dus ik ben") is een klassiek voorbeeld van deze benadering.

## Kernconcepten
Intellectualisme omvat verschillende kernconcepten, waaronder:
- Rationalisme: De overtuiging dat de rede de voornaamste bron van kennis is, en dat de werkelijkheid begrijpelijk is door rationele analyse.
- Epistemologie: Het gebied van de filosofie dat zich bezighoudt met de aard en reikwijdte van kennis. Intellectualisten geloven dat kennis voortkomt uit intellectuele activiteit.
- Analytische methode: Een benadering waarbij problemen worden ontleed in hun componenten om ze beter te begrijpen en op te lossen.

## Invloed en kritiek
Het intellectualisme heeft een grote invloed gehad op de ontwikkeling van de wetenschap en de filosofie. De nadruk op rationele analyse en empirisch bewijs heeft bijgedragen aan de vooruitgang in tal van wetenschappelijke disciplines.
Critici van het intellectualisme, zoals bepaalde empiristen en existentialisten, beweren echter dat het te veel nadruk legt op de rede en te weinig op andere vormen van menselijke ervaring, zoals emotie en intuïtie. Ze argumenteren dat kennis niet alleen voortkomt uit rationele processen, maar ook uit zintuiglijke waarneming en subjectieve ervaring.

## Intellectualisme in de hedendaagse filosofie
In de hedendaagse filosofie blijft intellectualisme een relevant en invloedrijk perspectief, hoewel het nu vaak wordt geïntegreerd met andere benaderingen. Moderne denkers zoeken naar een evenwicht tussen rationele analyse en andere vormen van kennisverwerving, zoals empirisch onderzoek en fenomenologische ervaring.
Intellectualisme blijft een belangrijk onderwerp van discussie en onderzoek in zowel de filosofie als de wetenschap, waarbij de voortdurende dialoog tussen verschillende epistemologische standpunten de vooruitgang in het begrijpen van de menselijke kennis blijft stimuleren.
- Bibliothèque nationale de France: cb12133558n (data)
- Gemeinsame Normdatei: 4130091-9
- Système universitaire de documentation: 029784824